# "Weird Al" Yankovic
Alfred Matthew ”Weird Al” Yankovic (født 23. oktober 1959) er en amerikansk musiker, satiriker og tv-producent.
Han er specielt kendt for sine humoristiske parodier på kendte popkunstneres sange som Eat It (parodi på Michael Jacksons Beat It) og Like A Surgeon (parodi på Madonnas Like a Virgin).
Siden han fik sin første harmonikatime dagen før sin 7-års fødselsdag, har han solgt mere end 12 millioner album, indspillet mere end 150 parodier og egne sange og har optrådt i mere end 1.000 show.

## Tidlige liv
Alfred blev født i Downey, Californien og voksede op i Lynwood, Californien, eneste barn af Nico Yankovic og Mary Elizabeth. Faderen troede på, "at nøglen til succes var at gøre det, der gjorde en glad" og mindede ofte sin søn om den filosofi. Alfred fik sin første harmonikatime 22. oktober 1966, dagen før sin 7-års fødselsdag. Yankovic begyndte i børnehaven et år tidligere end de fleste børn og sprang 2. klasse over. "Mine klassekammerater mente jeg var en raketforsker, så jeg startede tidligt som en nørd", siger han. Yankovic var ikke interesseret i sport eller sociale aktiviteter i skolen og holdt fast i at være mønsterelev i gymnasiet.

## Diskografi

### Album
- ”Weird Al” Yankovic – 1983
- ”Weird Al” Yankovic in 3-D – 1984
- Dare to Be Stupid – 1985
- Polka Party – 1986
- Even Worse – 1988
- UHF (film soundtrack) – 1989
- Off the Deep End – 1992
- Alapalooza – 1993
- Bad Hair Day – 1996
- Running With Scissors – 1999
- Poodle Hat – 2003
- Straight Outta Lynwood – 2006
- Alpocalypse – 2011
- Mandatory Fun – 2014

### Opsamlingsalbum
- Greatest Hits – 1988
- The Food Album – 1993
- Permanent Record – Al in the Box – 1994
- Greatest Hits – Volume II – 1994
- The TV Album – 1995

## Videografi
Dette er en liste over Yankovics videoer, med udgivelsesdatoen i USA.
- The Compleat Al – august 1985
- UHF – 21. juli 1989
- The "Weird Al" Yankovic Video Library – maj 1992
- Alapalooza: The Videos – december 1993
- "Weird Al" Yankovic: The Ultimate Collection – 1993
- Bad Hair Day: The Videos – juni 1996
- "Weird Al" Yankovic: The Videos – 23. november 1999
- "Weird Al" Yankovic: The Ultimate Video Collection – 3. november 2003
- The Weird Al Show - The Complete Series – 15. august 2006

### Priser og nominationer
| Vindere af Grammy Award - "Fat" – Best Concept Music Video (1988)                                                                                  |
| Nomineret til Grammy Award - "Jurassic Park" – Best Music Video, Short Form (1994)                                                                 |
| Australian gold long form videos - The Ultimate Video Collection                                                                                   |
| U.S. gold long form videos - The "Weird Al" Yankovic Video Library - Alapalooza: The Videos - "Weird Al" Yankovic Live! - Bad Hair Day: The Videos |
| U.S. platinum long form videos - The Ultimate Video Collection                                                                                     |

### Gæste- og speciale optrædener i film
- Tapeheads – 1988
- The Naked Gun: From the Files of Police Squad! – 1988
- Parker Lewis Can't Lose – 1991
- The Naked Gun 2½: The Smell of Fear – 1991
- Naked Gun 33⅓: The Final Insult – 1994
- Spy Hard – 1996
- Safety Patrol – 1997
- Nothing Sacred – 1998
- Desperation Boulevard – 2002
- Haunted Lighthouse – 2003